# Марсвин, Эллен
Эллен Марсвин (дат. Ellen Marsvin, 1 февраля 1572 — 11 ноября 1649) — датская дворянка и землевладелец, мать Кирстен Мунк и тёща короля Кристиана IV.

## Биография
Эллен Марсвин родилась в крепости Ландскруна в Сконе в 1572 году. Она была дочерью датского дворянина и губернатора Йоргена Марсвина и Карин Гулленшерны. В 1589 году она стала вышла замуж за графа Людвига Мунка, в 1602 году овдовела, в 1607 году стала женой за губернатора Кнуда Руда, но четыре года спустя овдовела во второй раз.
В 1615 году её единственная дочь Кирстен стала женой Кристиана IV. Выдавая дочь замуж за короля, Эллен потребовала, чтобы Кирстен стала законной супругой, а не королевской любовницей, и по брачному контракту в случае смерти мужа получала пенсию. Эллен была назначена опекуншей детей Кирстен наряду с самим королём, доверенным лицом за их содержание, а также ответственной за них. В 1620—1639 годах Эллен была управляющей в усадьбе Далум Клостер на острове Фюн, став одним из самых успешных землевладельцев в Дании. Благодаря наследству, деньгам и связям она успешно приобретала, строила и продавала большие имения. В 1625 году она входила в число одних из самых богатых датских землевладельцев.
В 1629 году Кирстен была обвинена в супружеской измене с графом Людвигом цу Зальмом. Тогда Эллен представила королю Вибеку Крусе, ставшую любовницей короля. Этим Эллен добилась отвлечения внимания от измены её дочери и сохранила личное влияние на короля, который уважал её за деловые качества. Однако в 1639 году короля утомили её назойливые просьбы признать младшую дочь Кирстен Доротею Элисабет (рождённую не от него) своим ребёнком, и он освободил от управления графством. В середине 1640-х годов Эллен удалилась в своё поместье Элленсборг, нынешнее Холькенхавн на острое Фюн, где и прожила оставшуюся жизнь. Она умерла в 1649 году.